# Лучу (Бузеу)
Лучу (рум. Luciu) — село у повіті Бузеу в Румунії. Адміністративний центр комуни Лучу.
Село розташоване на відстані 97 км на північний схід від Бухареста, 27 км на південний схід від Бузеу, 90 км на південний захід від Галаца, 137 км на південний схід від Брашова.

## Населення
За даними перепису населення 2002 року у селі проживали 2045 осіб.
Національний склад населення села:
| Національність | Кількість осіб | Відсоток |
| -------------- | -------------- | -------- |
| румуни         | 1927           | 94,2%    |
| цигани         | 118            | 5,8%     |

Рідною мовою назвали:
| Мова      | Кількість осіб | Відсоток |
| --------- | -------------- | -------- |
| румунська | 2014           | 98,5%    |
| циганська | 31             | 1,5%     |